# Lokomotiva OKa1

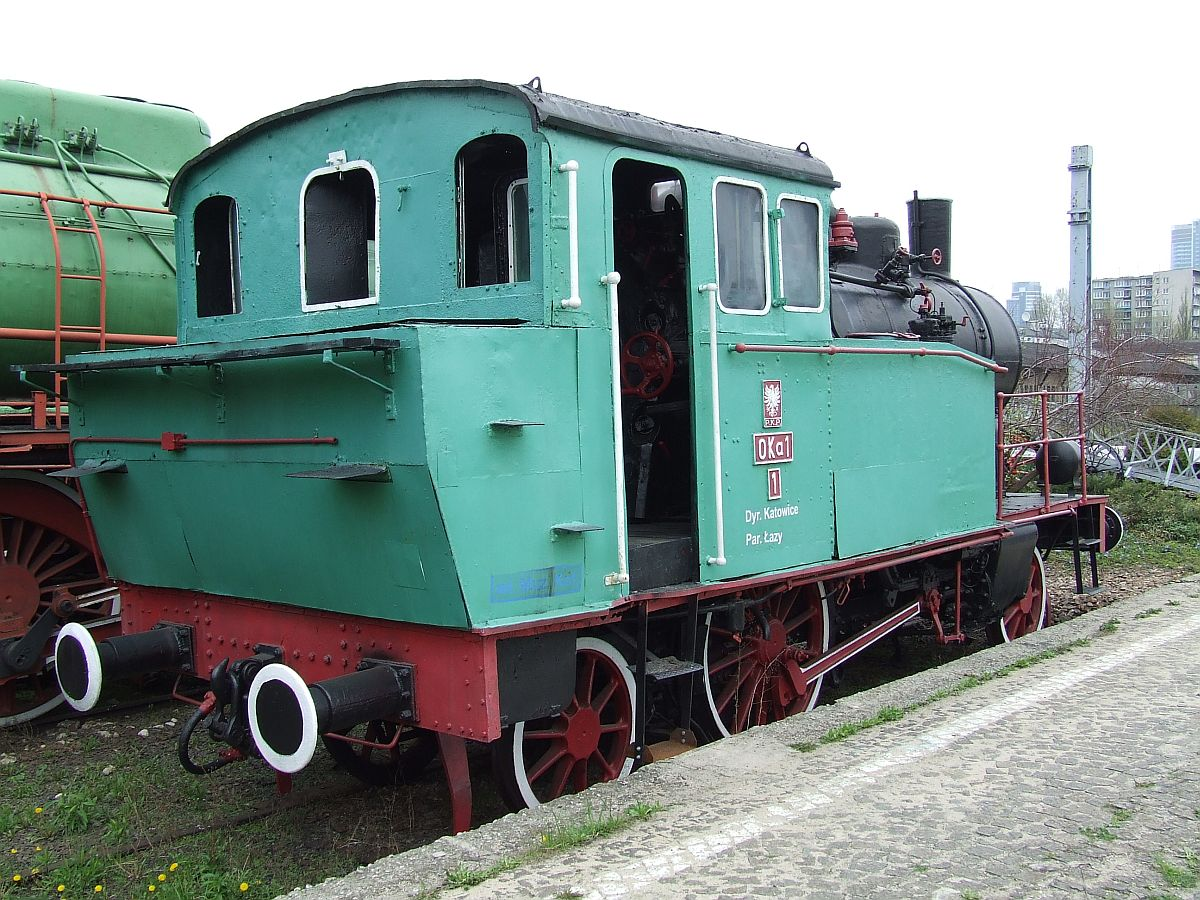
Lokomotiva OKa1-1

OKa1 je polská parní lokomotiva vyráběná v letech 1928 až 1934 v továrně Krupp v Essenu. Lokomotivy tohoto typu byly používány především na osobní přepravu. Bylo vyrobeno asi 20 kusů.